# Nouvelle ligue hanséatique
La Nouvelle ligue hanséatique est un groupe de pays membres de l'Union européenne prônant davantage de conservatisme fiscal au sein des institutions européennes. Elle fut créée en février 2018 par les ministres des finances du Danemark, de l'Estonie, de la Finlande, de l'Irlande, de la Lettonie, de la Lituanie, des Pays-Bas et de la Suède qui, par la signature d'une déclaration conjointe, ont tenu à faire connaître leurs « vues et valeurs partagées pour ce qui est de la forme à donner à l'Union économique et monétaire ».
Le nom donné à ce groupe fait allusion à la Hanse, alliance militaire et commerciale d'Europe du Nord dissoute au XVIe siècle.

## Historique et principes fondateurs
La nécessité d'une telle alliance apparaît aux yeux de ces pays à la suite du référendum de 2016 sur la sortie du Royaume-Uni de l'Union européenne, un Brexit pouvant priver les États d'Europe du Nord d'un allié important au sein des institutions européennes,. Les pays membres souhaitent également parachever la création d'un marché unique européen, en particulier dans le domaine des services (« Union des marchés de capitaux »),, et transformer le mécanisme européen de stabilité en un véritable fonds monétaire européen, qui redistribuerait les richesses entre États membres à la balance commerciale excédentaire et États membres en déficit commercial. En novembre 2018, ces pays se sont également prononcés en faveur d'une réforme du mécanisme européen de stabilité, qui conditionnerait l'assistance économique à un examen préalable de la solvabilité des pays demandeurs,. Cette proposition suit le rejet par la Commission européenne du budget italien pour 2019, et a été approuvée par dix États de l'UE, dont la République tchèque et la Slovaquie,.
Au moment de son lancement, certains observateurs craignent que la Nouvelle ligue hanséatique ait pour conséquence d'exacerber le clivage Nord-Sud au sein de l'Union européenne.

## Rôle au sein de l'Union européenne

### Poids économique et démographique
Sur les huit États membres de la ligue, cinq sont des pays nettement contributeurs au budget de l'UE. La contribution totale des États de la ligue au budget de l'UE est de 11,5 milliards d'euros en 2018, soit environ 10% des contributions versées par les États de l'Union européenne. Cette proportion correspond approximativement à la part des États de la ligue dans le PIB de l'UE. Du point de vue du PIB, la ligue pèse donc presque autant que la France au sein de l'UE.
Six des huit États membres de la ligue ont également adopté comme monnaie unique l'euro.
Avec un total de 49 510 438 habitants en 2017, les États membres de la Nouvelle ligue hanséatique représentent un peu moins de 10% de la population totale de l'Union européenne (Royaume-Uni compris).

### Méthodes

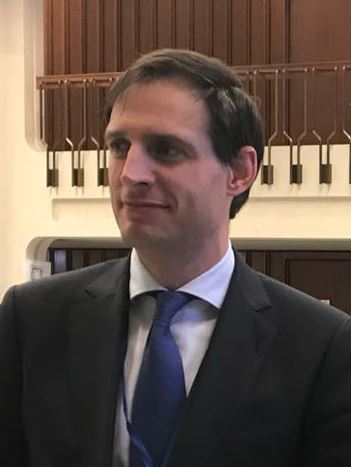
Wopke Hoekstra, Ministre néerlandais des Finances et personnage clé de la Nouvelle ligue hanséatique.

La Nouvelle ligue hanséatique regrette l'époque du triumvirat France-Allemagne-Royaume-Uni, et tend aujourd'hui à s'opposer aux projets d'intégration européenne tels qu'ils sont proposés par la France et l'Allemagne, leur retirant, dans une certaine mesure, le rôle de moteur de la construction européenne. Pour ce faire, elle utilise ses sièges au conseil des ministres des finances de la zone euro.
En novembre 2018, la Nouvelle ligue hanséatique, par la voix de Wopke Hoekstra, Ministre néerlandais des Finances, s'oppose au projet de budget de la zone euro mis en avant par le Président français Emmanuel Macron, tout en réaffirmant la nécessité de réformer l'union bancaire et la zone euro.